# Goovaert Back
Pour les articles homonymes, voir Back.
Goovaert Back, parfois Godefroi Bac (?, ? – Anvers, 1517) est un imprimeur, relieur, libraire belge.

## Biographie
Back se marie en 1492 avec Katlijne Houtmart (Van der Meere), veuve de l'imprimeur anversois Mathias van der Goes (nl) et parente du libraire Willem Houtmart, actif à Anvers, Bruxelles et Louvain.
Goovaert Back est reçu maître dans la guilde de Saint-Luc à Anvers.
Devenu veuf, il épouse Barbara Thymans avant le 28 avril 1514, et il a deux filles avec elle.
Le premier des livres datés que Goovaert Back imprime est une Grammatica et ars metrica de Niccolò Perotti parue le 3 juillet 1493. Le dernier qu'il imprime est un Herbarius in dijetsche, sorti de presse le 28 novembre 1511.
Goovaert a imprimé environ 120 livres. Ses monogrammes contiennent généralement une cage d'oiseau, allusion à l'enseigne de son atelier.
Back était aussi libraire, les moines achetant à « Godefrido Back, librario Antwerpie » un missel imprimé.
Il travaille également pour d'autres libraires comme Laurent Hayen, à Bois-le-Duc, ou Joyce Pelgrim et Henry Jacobi, à Londres.

## Collections
- Bibliothèque nationale de France
- Bibliothèque du Congrès
- Bibliothèque nationale allemande
- Bibliothèques de Belgique